# 喀纳斯湖
48°49′17″N 87°02′50″E / 48.82139°N 87.04722°E
喀纳斯湖（卫拉特托忒文：ᡍᠠᠨᠠᠰ
ᠨᡆᡇᠷ；蒙古语：，西里尔字母：；哈薩克語：，西里尔字母：；維吾爾語：قاناس كۆلى‎，拉丁维文：Qanas köli，西里尔维文：），又譯哈纳斯湖，是中华人民共和国新疆维吾尔自治区阿勒泰地区布尔津县禾木哈纳斯蒙古族乡境内的著名淡水湖，位于阿尔泰山脉中，面积45.73平方公里，平均水深120米，最深处达到188.5米，蓄水量达53.8亿立方米。外形呈月牙状，被推测为古冰川强烈运动阻塞山谷积水而成。喀纳斯湖湖中传说有湖怪“大红鱼”出没，据称身长可达到10米，有科学家推测为大型淡水食肉鱼类哲罗鲑，但未得到实际观测确认。该湖风景优美，四周林木茂盛，主要居民为图瓦人（归类为中国蒙古族），为中国国家5A级旅游景区。

## 地理
喀纳斯湖属于喀纳斯河流域范围。喀纳斯河经禾木河汇聚成布尔津河，最后注入额尔齐斯河，属北冰洋水系。喀纳斯湖面海拔高度1374米，南北长24公里，平均宽度约1900米，湖水最深188.5米，是中国最深的高山流水湖泊。深居中国边境阿尔泰山深处，人迹罕至，至今保持原始生态风貌整个湖区有20多种中国国家保护野生动物出没。屬冰碛堰塞湖；湖泊两侧崖岩林立，断层痕迹清晰；湖泊平面上北侧呈北东向，南部形态呈北东南西相互交织的锯齿状，与区域北东南西向两组构造线一致，是第四纪冰川和构造断陷共同作用的结果。喀纳斯湖是中国唯一的北冰洋水系，湖水来自奎屯、友谊峰等山的冰川融水和当地降水，从地表或地下泻入喀纳斯湖。
喀納斯湖地區受西風帶影響，年降水量超過1000毫米。最大降水带为海拔2100米。冬季漫长，降雪丰富，一般8月初开始出现霜冻。降雪期长达8个月左右，积雪深度可达1-2米，降雪日数一般在73天以上，稳定积雪期在200天左右。雪线分布在海拔2850米左右。年蒸发量约1000毫米，与降水量大体持平。喀纳斯湖空气湿度较大，相对湿度一般为59%－90%，湿度随海拔升高而增加，森林内湿度一般可达90%以上。
湖中以冷水型淡水鱼为主，主要有哲罗鲑、细鳞鲑、江鳕、北极茴鱼、贝加尔雅罗鱼、阿尔泰杜父鱼、花丁鮈等北冰洋水系鱼类。

## 人文
喀纳斯湖区生活约2000名图瓦人。图瓦人是北方古老的游牧民族之一。隋唐时期被称为“都播人”，元代被称为“秃八人”，晚清《新疆图志》里称为“乌梁海人”。他们说近似哈萨克语的图瓦语，以放牧、狩猎为生，沿袭传统生活方式。现在该地区仅存3个图瓦人村落。

## 脚注
1. ↑  曾在新疆调查过鱼类、主持编写《新疆鱼类志》（1979年版）的鱼类学家李思忠在与方芳（英语：Fang Fang Kullander）等考察过喀纳斯湖之后认为，人们传言所见的“大红鱼”为哲罗鲑鱼群，而非其个体。[4]